# Jean de Guébriant
 (avril 2022).
Pour les articles homonymes, voir Budes de Guébriant.
Jean-Baptiste Marie Budes de Guébriant (en chinois : Guang Ruoyu), né à Paris le 11 décembre 1860 et mort dans cette même ville le 6 mars 1935, est un prêtre français des Missions étrangères de Paris dont il fut le Supérieur général, missionnaire en Chine et vicaire apostolique de Kientchang de 1910 à 1916. Il fut également explorateur.

## Biographie
Il naît le 11 décembre 1860 à Paris rue Saint-Guillaume, fils du comte Ernest de Guébriant, d'une famille de vieille noblesse bretonne, et de la comtesse, née Cécile de Rochechouart de Mortemart. Jean-Baptiste de Guébriant fait ses études au collège Stanislas de Paris puis entre au séminaire Saint-Sulpice qu'il quitte pour le séminaire des Missions étrangères de Paris en septembre 1883 où il est ordonné prêtre le 5 mai 1885 par  François-Jean-Marie Laouënan, vicaire apostolique de Pondichéry. C'est l'époque de l'assassinat des missionnaires du Tonkin qui agite les esprits des jeunes séminaristes. Il reçoit sa lettre de mission comme missionnaire au Setchouan méridional, en Chine.

### Prêtre en Chine
Il part le 7 octobre 1885, et s'embarque à Marseille avec d'autres confrères (dont son ami Charles de Gorostarzu, futur vicaire apostolique du Yunnan) pour une traversée de quarante jours, en passant par Port-Saïd, Aden, Colombo, Singapour, Saïgon et Hong Kong, puis Shanghai où les jeunes gens passent une semaine à la procure, avant de remonter le fleuve Bleu pendant deux mois. Guébriant arrive à sa mission de Suifu avec deux autres missionnaires à la fin de janvier 1886. Ils sont accueillis par le père Marc Chatagnon. Charles de Guébriant est envoyé étudier le chinois dans la petite ville de Tchao-hoa-Tchen d'environ 3 000 habitants. Il habite une maisonnette de bambous et de terre séchée blanchie à la chaux avec un séminariste chinois pour l'aider.
Quelques mois plus tard, il est lancé à la mission montagnarde de Kuinlin à une vingtaine de kilomètres de Suifu. Il demeure six ans dans ce district de quatre sous-préfectures où il bâtit une église, des écoles et un asile de vieillards d'une quarantaine de lits. Il est nommé ensuite en 1893 par Marc Chatagnon (devenu provicaire) dans le Kientchang (Hiens chang), pays montagneux avec un mélange de populations montagnardes et de Chinois. Il n'y a alors que 300 chrétiens dispersés. Il est aidé d'un confrère qui s'occupe de la partie septentrionale (autour de Mienlin) et lui-même de la partie méridionale, avec un petit dispensaire à Loukou. L'année 1895 est parcourue de troubles sévères à cause de la guerre sino-japonaise et beaucoup de missions sont pillées et certains missionnaires emprisonnés. Charles de Guébriant doit se réfugier dans le Yunnan pendant un long moment avant de regagner son poste.

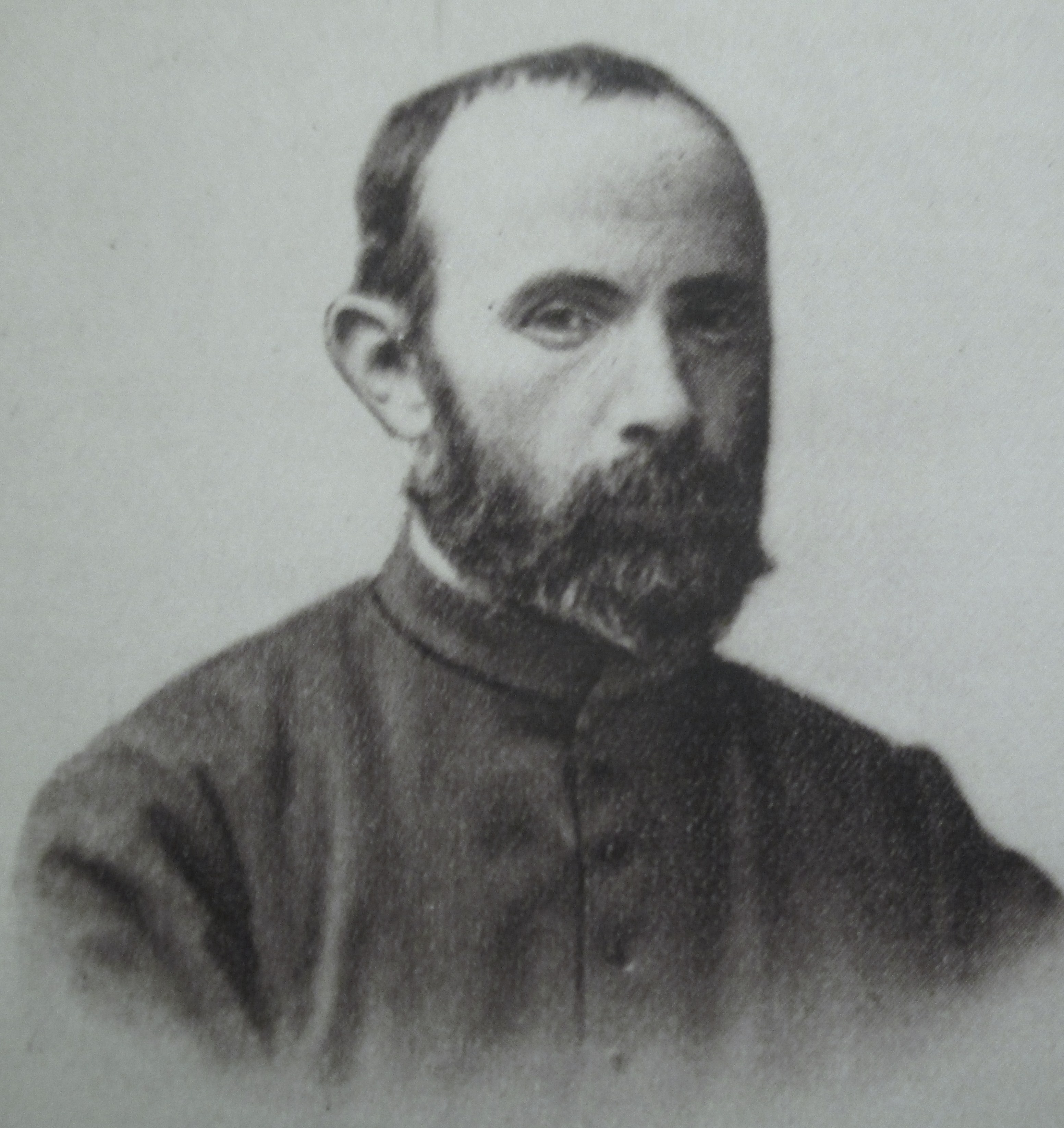
Photographie de 1901.

En 1898, il est nommé provicaire de toute la mission avec résidence à la préfecture de Yatchéou. Il se rend à la demande de son supérieur à Pékin pour obtenir des réparations à la suite des troubles précédents, sans véritable résultat. Il se rend aussi à Shanghai où il apprend l'anglais, puis au Japon, afin d'y étudier la gestion des missions. À peine regagne-t-il sa mission qu'éclate la révolte des Boxers. En novembre 1900, il s'embarque pour la France comme secrétaire d'Alphonse Favier qui va y plaider la cause des missions de Chine, fort éprouvées. Il est de retour à Suifu, au bord du fleuve Bleu, au milieu de l'année 1901 et missionne autour de Wangtatsui. Il demande l'appui des franciscaines missionnaires de Marie qui arrivent à partir de 1903 pour fonder des écoles et des dispensaires. Au bout de trois ans, il est rappelé dans le Kientchang.

### Vicaire apostolique
Il devient vicaire apostolique du Kientchang le 12 août 1910 et sacré évêque le 20 novembre suivant avec le titre d'évêque titulaire d'Euroea-en-Épire (de), des mains de Célestin Chouvellon, vicaire apostolique de Chungking. Son nouveau diocèse comprend 4 000 chrétiens avec huit missionnaires et trois prêtres chinois. Tout est à créer. Il se décide donc à une nouvelle tournée en France et à Rome pour lever des fonds et appeler de nouvelles collaborations. Il passe par Hanoï au retour assister le 12 novembre 1911 à la consécration de Louis Bigolet, mais un télégramme l'informe que le Kientchang est en révolution. C'est l'année en effet où l'Empire chinois s'écroule laissant place à la nouvelle république de Sun Yat-sen. Son confrère, le père Castanet, est massacré avec une vingtaine de chrétiens chinois.
Charles de Guébriant retourne à Ningyuanfu en décembre 1911. Il y fonde un séminaire et relève les ruines. En 1913, le gouvernement français le nomme chevalier de la légion d'honneur. Il ordonne l'année suivante son premier prêtre chinois, Damien Tchen. Son diocèse dispose de 77 écoles catholiques avec 1 800 élèves. Il se fait aider de son provicaire, qu'il a formé comme jeune missionnaire, Joseph Bourgain, qui lui succédera plus tard.
Le 28 avril 1916, il est transféré comme vicaire apostolique de Canton, dont le territoire compte une population de 15 millions d'habitants dont 35 000 chrétiens, 42 missionnaires français et 15 prêtres chinois.
Il obtient le partage de cet immense territoire en quatre nouvelles missions[réf. nécessaire][Quand ?] : l'ouest autour de Pakhoi est confié aux Missions étrangères de Paris ; le nord-ouest avec le vicariat de Shiuchow est confié aux salésiens italiens ; le sud aux missionnaires américains de Maryknoll à partir de Kongmoon et enfin le vicariat de Canton se retrouve réduit à une population de 5  millions d'habitants pour moins de 20 000 chrétiens. Charles de Guébriant fait prospérer de nouvelles œuvres dont le collège du Sacré-Cœur avec 350 garçons, des asiles de vieillards dirigés par les Petites Sœurs des pauvres et toute sorte d'œuvres des sœurs canadiennes de l'Immaculée-Conception, etc.
Charles de Guébriant est nommé visiteur apostolique de l'Église de Chine (1919) et de Sibérie (1920). il se rend à Rome en 1920 pour rendre compte de ses visites et retourne par le Canada, où il visite entre autres les Sœurs de l'Immaculée-Conception.
Au cours de ses visites, il réalisa trente-sept missions aux Indes, en Indochine, en Chine, en Corée et au Japon jusqu'en 1921.

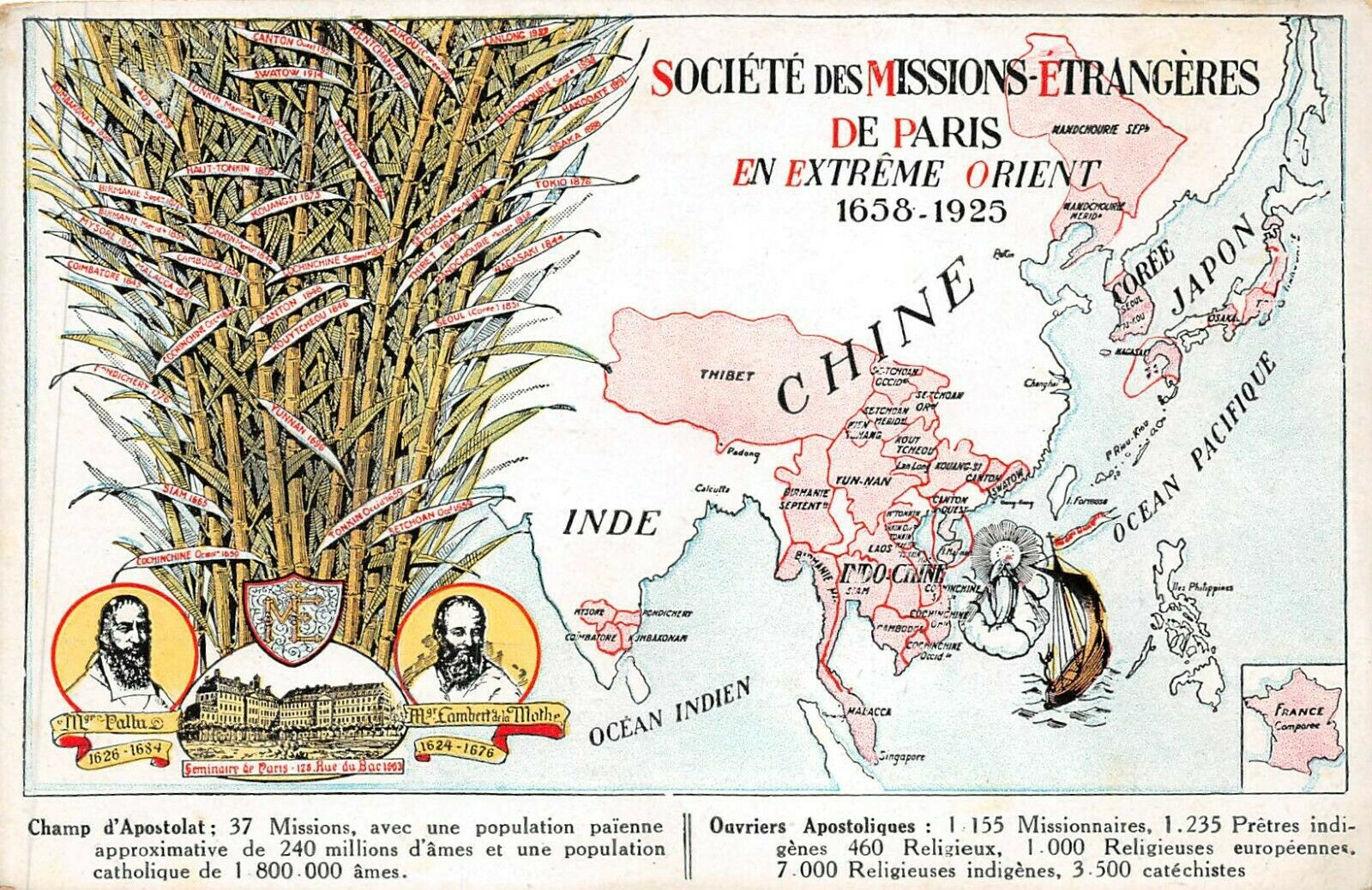
Les MEP en 1925.

### Supérieur général des Missions étrangères de Paris

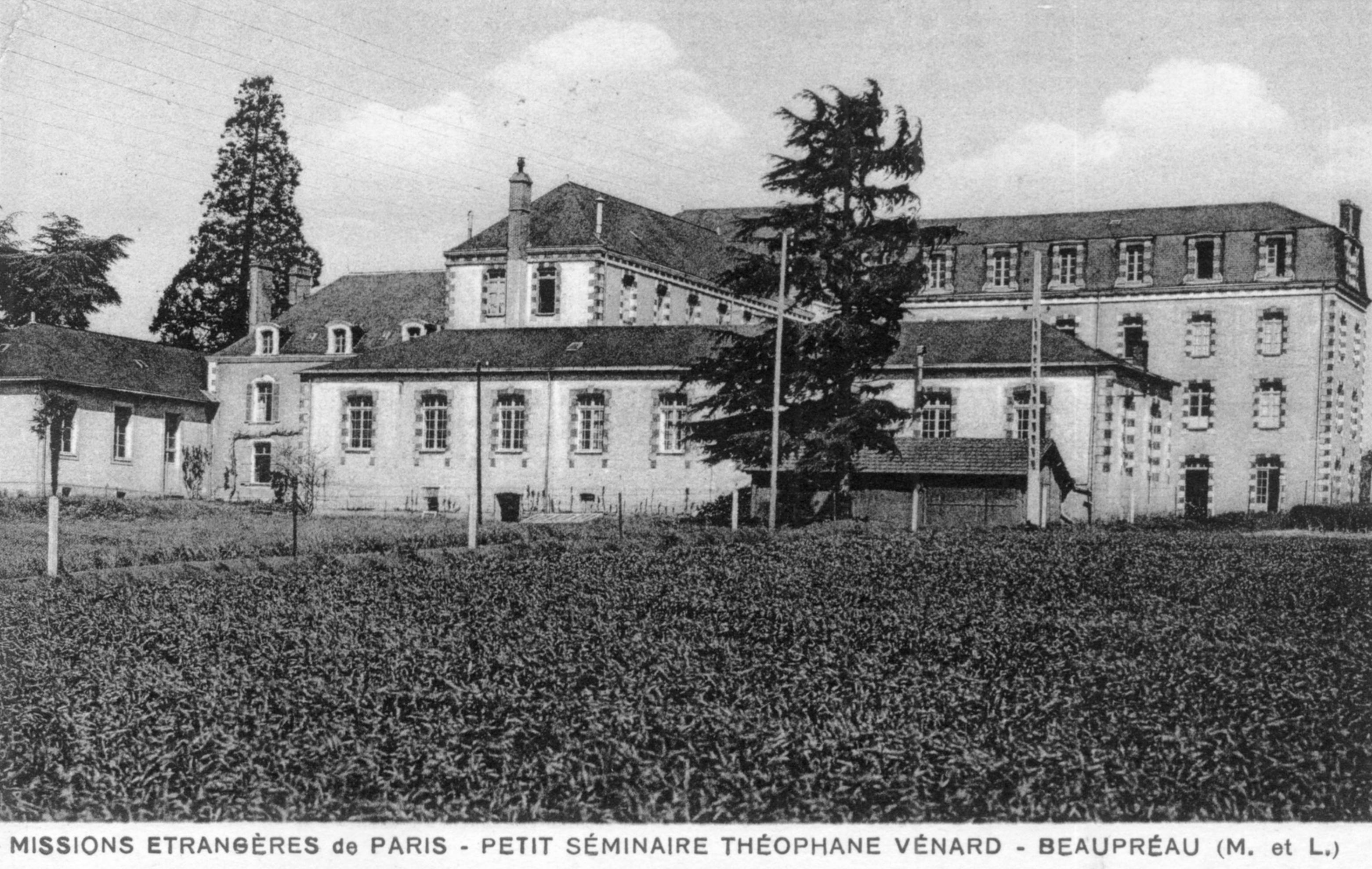
Petit séminaire Théophane Vénard de Beaupréau.

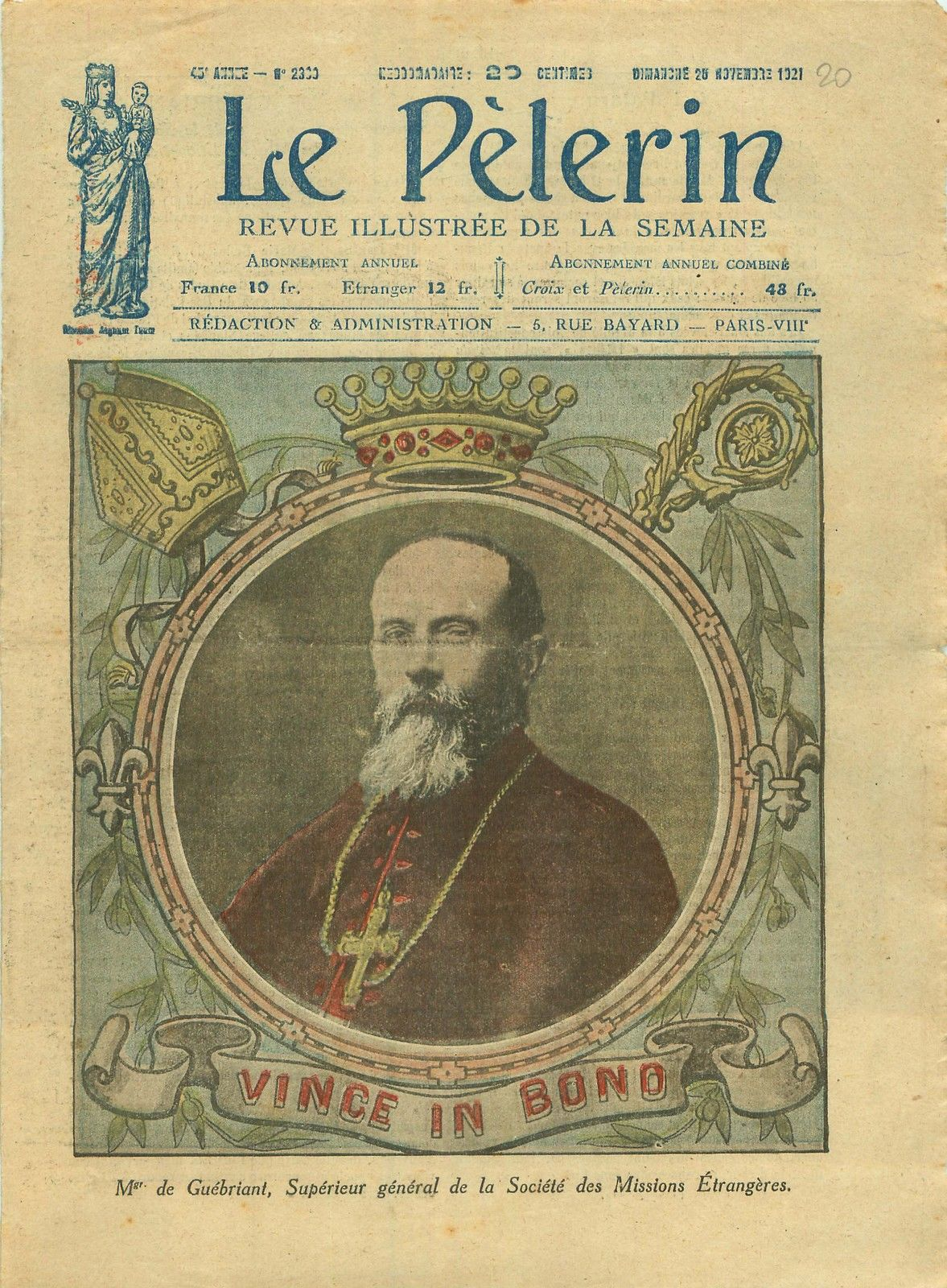
Le Pèlerin, couverture du n° du 25 novembre 1921 avec Guébriant.

Élu supérieur général des Missions étrangères de Paris à l'assemblée générale qui se tient à la procure de Hong Kong, le 21 mars 1921, élection validée par le Saint-Siège, il arrive rue du Bac le 9 octobre 1921. Il s'applique alors à renforcer le nombre des aspirants dont le nombre avait été mis à mal par la Première Guerre mondiale et visite chaque semaine le séminaire de Bièvres. Il est nommé par Benoît XV archevêque titulaire de Marcianopolis (de) et à la dignité honorifique d'assistant au trône pontifical. En Noël 1921, il accueille Giuseppe Roncalli, futur pape Jean XXIII, et le guide dans la Salle des Martyrs.
En septembre 1922, l'empereur d'Annam lui fait remettre les insignes de commandeur de l'ordre du Dragon d'Annam.
L'année 1925 est celle de l'exposition missionnaire au Vatican à laquelle il se rend. Il est reçu en audience par le pape Pie XI, le « pape des Missions ». Le 5 juillet 1925, il assiste à la cérémonie de béatification des martyrs de Corée mis à mort pour leur foi en 1839 et 1846. Il est embrassé par Pie XI qui déclare qu'il « embrasse en sa personne toute la Société dont il est le supérieur. ».
Charles de Guébriant demande le renfort de la congrégation du Grand-Saint-Bernard pour les missions du Tibet en 1930.
Il achète une propriété en Maine-et-Loire à Beaupréau pour y installer le premier petit séminaire des Missions étrangères.

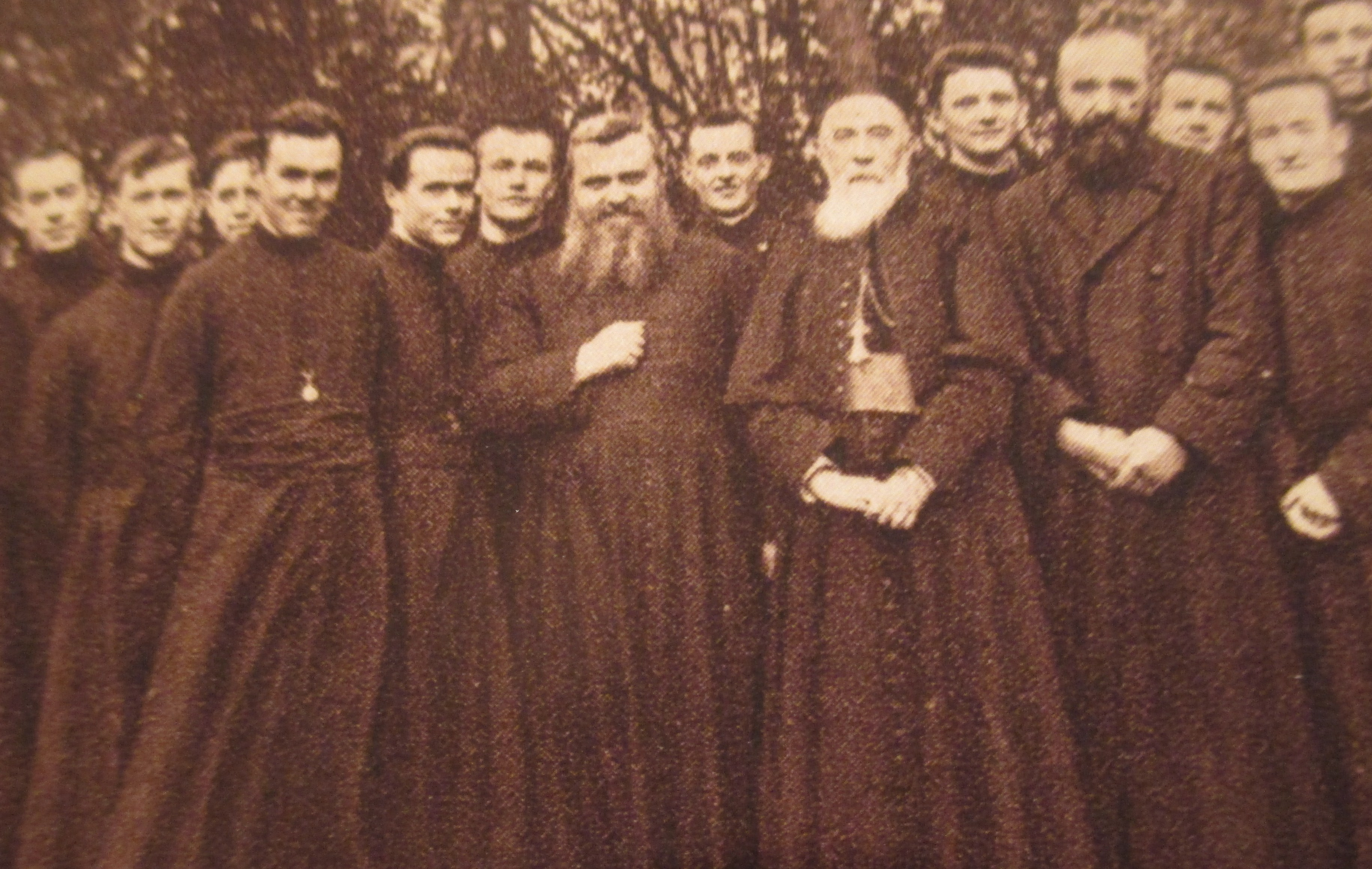
Charles de Guébriant (barbe blanche) avec des candidats bretons au départ (1935)

Cette même année a lieu rue du Bac la deuxième assemblée générale des supérieurs et délégués des Missions étrangères avec vingt-six évêques et douze missionnaires, pendant deux semaines. Charles de Guébriant est réélu, ainsi que ses deux assistants. Le 17 août 1930, il reçoit rue du Bac le cardinal Van Rossum, préfet de la Sacrée Congrégation de la Propagande de la Foi.
Il quitte Paris à 71 ans, pour faire une tournée générale des missions des Indes (il s'arrête en premier à celle de Kumbakonam, puis à Pondichéry, Mysore, etc.), et d'Extrême-Orient. Il visite le Siam, Phnom Penh, l'Indochine, où il rencontre Pierre-Marie Gendreau à Hanoï, la Chine, terminant par Tchongking et Shanghai. Il se rend ensuite au Japon où les évêques sont japonais, puis en Corée auprès de Gustave Mutel qui compte alors 120 000 chrétiens. Il termine par la Mandchourie et Kharbine qui comprend une forte population de Russes orthodoxes et des minorités catholiques de l'ancien Empire russe. Dix jours plus tard, il rend visite à Pie Neveu tenu en résidence surveillée à Moscou. Cette visite apostolique a duré huit mois dans des conditions pratiques difficiles. Il est de retour rue du Bac le 8 juin 1933 et en novembre part rendre au compte au pape. En septembre 1933, il consacre Georges-Marie de Jonghe d'Ardoye, nommé vicaire apostolique du Yunnan-Fu.

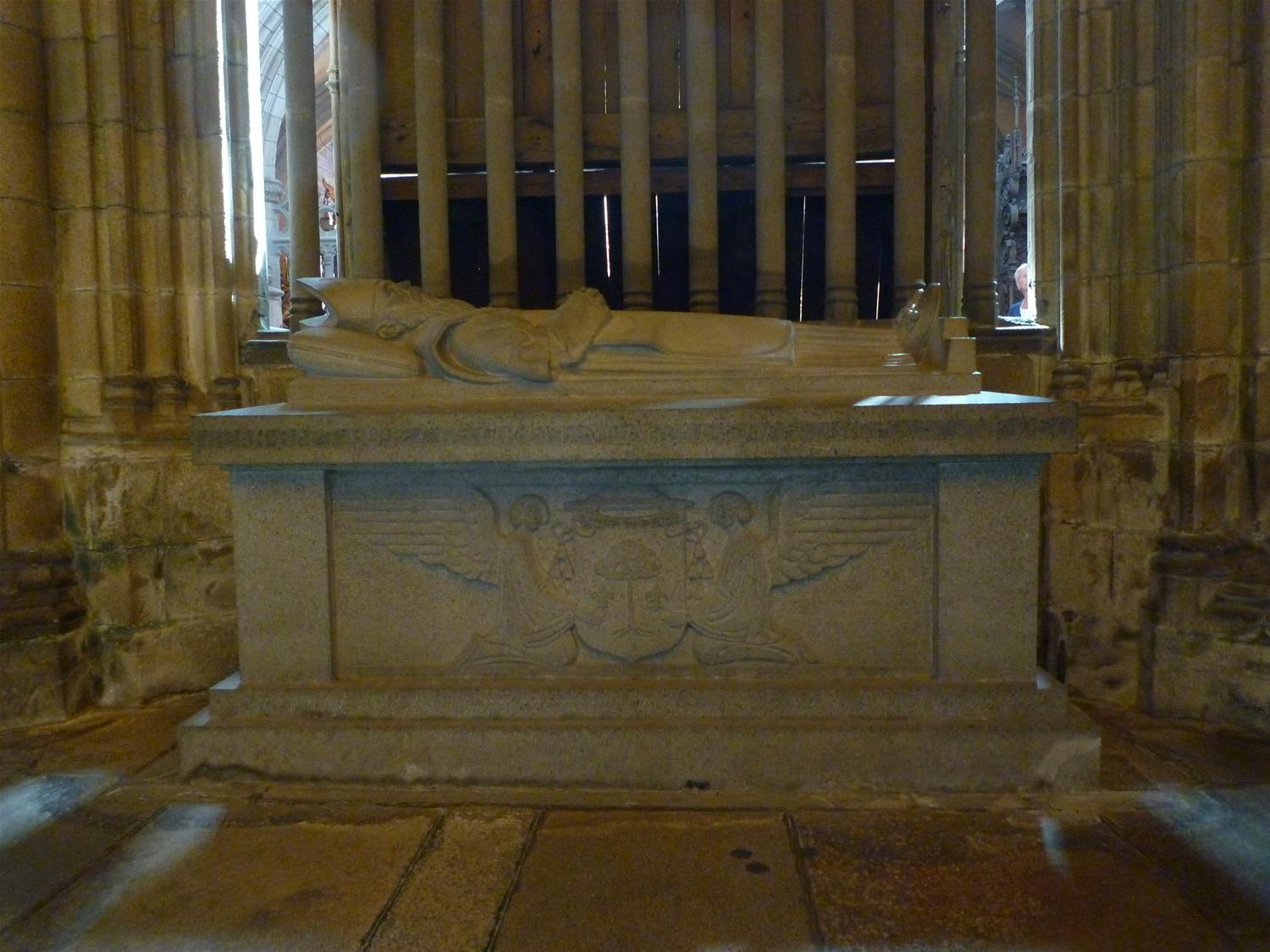
Gisant de Jean-Baptiste Marie Budes de Guébriant en la cathédrale Saint-Pol-de-Léon

Charles de Guébriant meurt rue du Bac le 6 mars 1935. Les funérailles sont célébrées à Notre-Dame de Paris par le cardinal Verdier en présence d'une foule de dignitaires ecclésiastiques et civils, ainsi que par des familiers des Missions étrangères et de simples parisiens. Il est enterré chez lui à Saint-Pol-de-Léon.
Il fut, en tant que conseiller de Pie XI, supérieur général des Missions étrangères de Paris, et ancien vicaire apostolique de Canton, à l'origine de la nomination des premiers évêques chinois par le pape en 1926, initiative partagée avec Celso Costantini.

## Distinctions
- Officier de la Légion d'honneur (21 octobre 1932[14])

### Sources et bibliographie
- Qui êtes-vous ? : annuaire des contemporains ; notices biographiques, Paris, Ruffy, 1924.
- Flachère, Monseigneur de Guébriant, Plon, 1946.
- Mgr de Guébriant archevêque de Marcianopolis, éd. Séminaire des Missions étrangères de Paris, Paris, 1935
- Mgr de Guébriant, Une visite aux évêques et prêtres de la Société des missions étrangères, 1933.
- François de Sesmaisons, Cette Chine que j'aimeː Jean de Guébriant (1860-1935), un missionnaire breton au siècle des missions, Saint-Denis, éd. Publibook, 2016
- Gilles van Grasdorff, La Belle histoire des Missions étrangères, Paris, Perrin, 2007